# Reforming combinato
Il reforming combinato (in inglese combined reforming) è un processo chimico industriale per la produzione di syngas per la sintesi del metanolo.
Il reagente di partenza è gas naturale, il 50% del gas iniziale subisce la reazione di reforming con vapore, il restante 50% non subisce alcun trattamento.
Poi le due parti vengono unite e subiscono entrambe ossidazione parziale con ossigeno.
Il syngas che si ottiene ha un rapporto H2/CO di 2, adatto alla sintesi del metanolo.